# Ana Francisca Abarca de Bolea
Ana Francisca Abarca de Bolea Mur y Castro (* April 1602 in Saragossa; † um 1686 in der Zisterzienserinnenabtei Casbas, Casbas de Huesca, Provinz Huesca) war eine spanische Zisterzienserin, Dichterin und Schriftstellerin.

## Leben
Ana Francisca Abarca de Bolea entstammte als Tochter des Humanisten Martín Abarca de Bolea y Castro und seiner zweiten Frau, Ana de Mur, aus einer bekannten aragonesischen Familie. Sie wurde am 20. April 1602 in der Pfarrkirche San Felipe in Saragossa getauft und lebte ab ihrem dritten Lebensjahr im Kloster Nuestra Señora de la Gloria, der Zisterzienserinnenabtei in Casbas, die sie nie mehr verlassen sollte. Der Schritt war nicht ungewöhnlich und die Abtei unterhielt eine anerkannte Klosterschule, in der sie eine gründliche religiöse und humanistische Erziehung erhielt, wozu umfangreiche Lektüre und das Erlernen der lateinischen Sprache gehörten.
Einschneidendes Ereignis ihrer Jugendzeit war der frühe Tod ihrer Eltern. Die Mutter starb am 10. Juli 1614 und ihr Vater, zwei Jahre später, am 13. Februar 1616, so dass sie im Alter von vierzehn Jahren verwaist war.
Am 4. Juni 1624 legte sie ihre Profess als Nonne ab. Im Jahr 1655 war sie Novizenmeisterin und von 1672 bis 1676 Äbtissin. Sie korrespondierte mit bedeutenden Gelehrten und Schriftstellern der aragonesischen Literaturszene, insbesondere mit dem Mäzen Vincencio Juan de Lastanosa, Diego de Silva y Mendoza, dem Conde de Salinas, Juan Francisco Andrés de Uztarroz und höchstwahrscheinlich auch mit Baltasar Gracián, der sie lobte und Gedichte von ihr in seinem Werk Agudeza y arte de ingenio sammelte.
Bis zu ihrer Ernennung zur Äbtissin führte sie die dreißig Jahre lang eine kurze Chronik, in der sie die Namen der verstorbenen Nonnen ab 1602 und einige andere bemerkenswerte Ereignisse im Kloster beschrieb.
1650 fand in Huesca anlässlich der Wiederverheiratung von König Philipp IV. mit Maria Anna von Österreich ein Gedichtwettbewerb statt. Neben vielen anderen Dichtern aus Aragonien und Navarra wetteiferte Ana Francisca Abarca de Bolea mit einem Gedicht zum Thema der Reinigung der Jungfrau, das den zweiten Preis gewann und das sie später mit leichten Änderungen in ihr Hauptwerk aufnahm.
1655 wurde das erste Werk von Doña Ana mit dem Titel Catorce vidas de santas de la orden del Císter („Vierzehn Leben von Heiligen des Zisterzienserordens“) in Saragossa veröffentlicht. Unter den Vorreden ragt die lange und lobende des Kanonikers der Kathedrale von Huesca, Manuel de Salinas, heraus, der auch viele Informationen zur Autorin enthält.
Das Hauptwerk von Ana Francisca Abarca de Bolea ist das Buch Vigilia y octavario de San Juan Bautista (Vigil und Oktav des Heiligen Johannes des Täufers) von 1679, das auch einen kurzen Kommentar oder eine Apologie (La ventura en la desdicha) und eine Novelle (El fin bueno en mal principio) umfasst. Dabei handelt es sich um eine damals sehr bekannte Gattung, die Miszellen, in denen im Rahmen eines vom Humanismus übernommenen Dialogs Literatur aus den verschiedensten Gattungen miteinander verwoben wird. In diesem Fall erinnert der Schauplatz an einen Schäferroman, denn eine Gruppe reicher und vornehmer Hirten versammelt sich an einem Ort im Moncayo, wo eine dem Heiligen Johannes dedizierte Kapelle steht, um neun Tage lang die Vigil und die Oktav des Festes des Heiligen zu feiern und sich in ihrer Freizeit mit verschiedenen Unterhaltungen und Banketten zu vergnügen, bei denen Debatten geführt, Anekdoten erzählt und Romanzen und Lieder gesungen oder vorgetragen werden.
Die Themen ihrer Gedichte sind meist sakraler und volkstümlicher Natur. In einigen von ihnen verwendet sie die aragonesische Sprache, eines der wenigen Zeugnisse von Literatur mit aragonesischen Sprachmerkmalen des 17. Jahrhunderts. Ein Beispiel dafür ist die Albada al nacimiento, die aus zwanzig coplas arromanzadas besteht, ein weihnachtliches Thema hat und volkstümliche Bräuche offenbart (cantada por Ginés y Pascual al uso de su aldea y son de la gaita [gesungen mit Begleitung durch den Dudelsack]). Die Bemerkung der Autorin über die „so gut erhaltene alte spanische Sprache“, deutet darauf hin, dass sie sich der Verwendung der aragonesischen Sprache nicht bewusst war.
Die Gedichte wurden in moderner Zeit von Philologen wie Manuel Alvar, Francho Nagore Laín oder José Manuel Blecua Teijeiro untersucht. Im Folgenden ein Vers aus der Albada del nacimiento:
Media noche era por filos

las doce daba el reloch

cuando ha nagido en Belén

un mozardet como un sol.
Mitternacht war

Zwölf Uhr schlug die Uhr

Als er in Bethlehem geboren wurde

Ein Lichtstrahl wie die Sonne
Ana Francisca Abarca de Bolea
Das Datum ihres Todes ist unbekannt. Die letzten beiden Dokumente mit ihrem Namen sind die Teilnehmerliste eines Klosterkapitels vom 22. August 1685 und eine Erwähnung in einem Dokument vom 9. Juni 1686.

## Werke

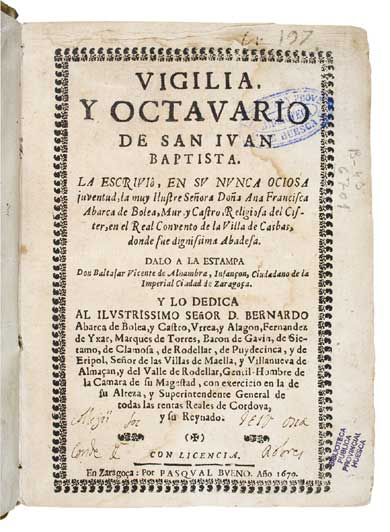
Innentitel von Vigilia y Octavario de San Juan Bautista, 1679

- Catorce vidas de Santas de la Orden del Císter. Herederos de Pedro Lanaja y Lamarca, Saragossa 1655.
- Historia del aparecimiento y milagros de Nuestra Señora de Gloria, venerada en el Real Monasterio Cisterciense de Casbas (Manuskript).
- Vida de la Gloriosa Santa Susana, Virgen y Mártir, Princesa de Hungría y Patrona de la villa de Maella, en el Reino de Aragón, lugar del Marqués de Torres. Herederos de Pedro Lanaja y Lamarca, Saragossa 1671.
- Vida de San Félix Cantalicio (Manuskript).
- Vigilia y Octavario de San Juan Bautista. Pascual Bueno, Saragossa 1679
  - Neuauflage: Ana Francisca Abarca de Bolea und María Angeles Campo Guiral (Hrsg.): Vigilia y Octavario de San Juan Bautista (= Larumbe. Band 6). Instituto de Estudios Altoaragoneses, Huesca 1994, ISBN 978-84-86856-96-0.
- Ana Francisca Abarca de Bolea: Obra en aragonés de Ana Francisca Abarca de Bolea. Publicazions d'o Consello d'a Fabla Aragonesa, Huesca 1980, ISBN 978-84-300-2639-5.

Einzelne Gedichte
- «Octavas», in Palestra numerosa austriaca Huesca. 1650.
- «Dos sonetos a la muerte del Príncipe Don Baltasar», in Obelisco histórico y literario que la Imperial ciudad de Zaragoza erigió al Serenísimo Señor Don Baltasar Carlos de Austria, Príncipe de las Españas. Saragossa 1646.
- «Al libro que escribió Don Francisco de La Torre, intitulado Baraja nueva de versos. Décima», in Entretenimiento de las Musas. Saragossa 1654.
- «Soneto a la Virgen de Gloria, Patrona del Monasterio de Casbas», in Manuel Serrano Sanz: Apuntes para una biblioteca de escritoras españolas desde el año 1401 a 1833. Madrid 1903.